# 1970 au théâtre
| Années du théâtre : 1967 - 1968 - 1969 - 1970 - 1971 - 1972 - 1973    |
| Décennies du théâtre : 1940 - 1950 - 1960 - 1970 - 1980 - 1990 - 2000 |

Cet article présente les faits marquants de l'année 1970 au théâtre.

## Pièces de théâtre publiées
- La Chasse au canard d'Alexandre Vampilov dans l’almanach Angara (Irkoutsk)

## Pièces de théâtre représentées
- Ciel, où sont passées les dattes de tes oasis ?, de Roger Hanin, au Théâtre de la Potinière
- 21 janvier : Les Poissons rouges ou Mon père ce héros de Jean Anouilh, au Théâtre de l'Œuvre
- 24 janvier : Jeux de massacre d'Eugène Ionesco, à Düsseldorf, et le 11 septembre à Paris, au Théâtre Montparnasse-Baty
- 25 février : Cyrano de Bergerac de Edmond Rostand, mise en scène de Jacques Ardouin, Théâtre des Célestins, tournée Karsenty-Herbert avec Jean Marais
- 7 mai : L'amour masqué de Sacha Guitry mise en scène de Jean-Pierre Grenier au Théâtre du Palais-Royal (Paris) avec Jean Marais, Robert Manuel et Jean Parédès
- 1er octobre : Première espagnole de Lumières de bohème de Ramón María del Valle-Inclán, à Valence, sous la direction de José Tamayo (la première mondiale ayant eu lieu le 21 mars 1963 à Paris, sous la direction de Georges Wilson.
- 25 février 23 octobre : La neige était sale de Frédéric Dard d'après Georges Simenon, mise en scène de Robert Hossein, théâtre des Célestins et tournée Herbert-Karsenty
- 24 octobre : Ne réveillez pas Madame de Jean Anouilh, mise en scène de Jean Anouilh et Roland Piétri, à la Comédie des Champs-Élysées (création)

## Naissances
- 26 mai : Julien Boisselier, comédien et metteur en scène français.
- 13 juillet : Fabiano Alborghetti, poète et dramaturge italien.

## Décès
- 15 mars : Arthur Adamov (°1908)
- 2 juillet : Alice Cocea (°1899)
- 23 septembre : Bourvil (°1917).
- 2 octobre : Charles Méré (°1883)
- 7 décembre : Jean-Max (°1894)